# ななまがりのMBSヤンジュダムンNEXT
『ななまがりのMBSヤンジュダムンNEXT』は、MBSラジオで2023年11月5日から毎週日曜の21:30 - 22:00に放送されていたラジオ番組。

## 概要
同番組はMBSラジオの伝統番組「MBSヤングタウン」とは似て非なる架空の“ヤンタン"という設定の「MBSヤンジュダムン」の次世代（NEXT）を担うパーソナリティを発掘・育成する番組であり、ななまがりがパーソナリティを担当。番組名も「MBSヤングタウンNEXT」をもじったものとなっている。
当日の放送については放送終了後に兄弟番組という設定の「MBSヤングタウンNEXT」の公式YouTubeチャンネルで配信されており、過去のアーカイブ音源も聴くことができる。

## 放送時間
毎週日曜日21:30 - 22:00

## 出演者
- ななまがり（森下直人・初瀬悠太）